# Jagged Alliance
Jagged Alliance (с англ. — «Разрушенный альянс») — первая игра из одноимённой серии, вышедшая в 1994 году.

## Сюжет и игровой процесс

Снимок экрана

Действия происходят на тропическом острове Метавира, где произрастает редкое растение, сок которого используется для производства современного лекарства от рака. Первоначальным сбором и исследованием медицинских свойств растения занимались медицинский промышленник Джек и его дочь Бренда. Помощник Джека Лукас Сантино захватывает бо́льшую часть острова и ключевые данные по исследованию лекарственного растения. Потеряв контроль над островом, Джек на последние средства нанимает военного командира (в его роли выступает игрок) с целью вернуть власть над островом.
В задачу игрока входит набор отряда наёмников, используемых для ведения боевых действий, исследования, захвата и удержания новых территорий. Чем бо́льшая территория находится во владении игрока, тем больше денег он получает на регулярной основе (при условии, что у него достаточно сборщиков сока и перерабатывающих фабрик). Заработанные таким образом средства идут на оплату контрактов наёмников и работы собирателей и охранников. Общая сумма выручки сильно зависит от конъюнктуры внешнего рынка, повлиять на которую игрок не в силах.
Ключевыми объектами на острове являются заводы по переработке сырья в лекарство — каждый из них охраняется усиленным отрядом противника и вдобавок к этому заминирован. Взорванный завод не в состоянии приносить прибыль и потребует некоторое время на восстановление, поэтому захват здания является не тривиальной задачей, а сложной «зачисткой» сектора.
Главными особенностями игры (и, впоследствии, серии Jagged Alliance) стали широкие тактические возможности ведения боя и детально проработанный ряд персонажей-наёмников, имеющих свою краткую биографию, характер и ролевые характеристики, а также симпатии и антипатии по отношению друг к другу. В игре присутствует русский наёмник Иван, реплики которого были озвучены на чистом русском языке и написаны кириллицей, и игрокам, не владевшим русским, оставалось только догадываться о смысле его фраз.

## Переиздания и продолжения
Спустя некоторое время после первого тиража, вышедшего на дискетах, Sir-Tech выпустила улучшенное издание на компакт-дисках (Jagged Alliance: Enhanced), в котором все диалоги персонажей были озвучены. Через год, в 1996 году вышло прямое продолжение под названием Jagged Alliance: Deadly Games, в которой игровой процесс сместился в сторону тактических сражений и многопользовательского режима игры.
В 2009 году Strategy First совместно с Cypron Studios выпустили порт игры для Nintendo DS. Игра отличается от оригинала графикой, новыми музыкальными композициями и кат-сценами. Также были убраны такие игровые механики, как состояние оружия и предметов (вследствие чего была убрана и возможность их ремонта), взаимодействие с дверьми и возможность утонуть в воде.

## Критика
| Иноязычные издания | Иноязычные издания |
| Издание            | Оценка             |
| ------------------ | ------------------ |
| CGW                | [ 5 ]              |
| PC Gamer (UK)      | 82/100             |
| PC Gamer (US)      | 89 %               |
| PC Magazine        | [ 8 ]              |
| Next Generation    | [ 9 ]              |

Jagged Alliance получила большой коммерческий успех, не уступающий предыдущим хитам студии — играм серии Wizardry.
Журнал Next Generation отметил замечательное сочетание ролевой игры и стратегии. Редакторы Computer Games Strategy Plus назвали Jagged Alliance и Heroes of Might and Magic: A Strategic Quest лучшими пошаговыми стратегическими играми 1995 года.
В 1996 году Computer Gaming World присудил игре 114 место среди самых лучших игр, когда-либо создававшихся.